# Melicope makahae
Melicope makahae là một loài thực vật thuộc họ cam chanh, Rutaceae. Đây là loài đặc hữu của Hoa Kỳ. Chúng hiện đang bị đe dọa vì mất môi trường sống.